# Zamach w Nowym Delhi (2005)
Zamach w Nowym Delhi seria wybuchów, która miała miejsce 29 października 2005. W stolicy Indii – Nowym Delhi doszło niemal jednocześnie do trzech eksplozji na bazarach miejskich. W wyniku zamachów, zginęły 62 osoby, a 188 osób zostało rannych. Wybuchy miały miejsce zaledwie dwa dni przed głównym świętem hinduskim i sikhijskim - Diwali (Święto Świateł) i mniej niż tydzień przed głównym świętem islamskim Eid ul-Fitr. Do eksplozji doszło niemal jednocześnie na bazarach miejskich w południowej części miasta oraz w autobusie w Govindpuri na południu New Delhi. Premier Indii Manmohan Singh oświadczył, że wybuchy były dziełem nieznanych terrorystów, jednak już w kilkanaście godzin później do zamachu przyznała się grupa związana z radykalną partyzantką islamistyczną, działającą w Kaszmirze. Jest to mało znana grupa pod nazwą "Inquilab" (Rewolucja). Wybuchy nastąpiły w chwili, kiedy Indie i Pakistan skłócone od ponad 40 lat o region Kaszmir, otworzyły swoje granice w związku z pomocą ludności poszkodowanej w wyniku trzęsienia ziemi na tym terenie sprzed kilku tygodni.

## Tabela czasu
IST to Standardowy Czas Indyjski (Indian Standard Time), który oblicza się: UTC+5.5
- Pierwsza eksplozja nastąpiła na głównym bazarze Paharganj blisko Delhijskiego Dworca Kolejowego około 17:38.
- Druga eksplozja blisko autobusu w Govindpuri o godzinie 18:00  w południowej części miasta.
- W kilka minut po drugiej eksplozji, około 18:05, doszło do trzeciej eksplozji w południowej części miasta na bazarze Sarojini Nagar.

## Ofiary
39 osób zginęło w wyniku obrażeń w Szpitalu Safdarjang, 11 w Szpitalu Lady Hardinge, 5 w Szpitalu Ram Manohar Lohia oraz 2 w AIIMS. Łączna liczba ofiar wyniosła 61 osób, rannych zostało 188.